# Kirilo Budanov
Kirilo Oleksijovič Budanov (ukrajinsko Кирило Олексійович Буданов), ukrajinski obveščevalec, * 4. januar 1986, Kijev.
Budanov je od avgusta 2020 vodja Glavnega obveščevalskega direktorata ukrajinskega ministrstva za obrambo (GUR). Pred tem je bil namestnik direktorja enega izmed oddelkov Zunanje obveščevalne službe Ukrajine. Ima čin generalporočnika.

## Zgodnje življenje in izobrazba
Budanov se je rodil v Kijevu 4. januarja 1986. Leta 2007 je diplomiral na Odeški vojaški akademiji.

## Kariera
Po diplomiranju leta 2007 je Budanov začel vojaško kariero v posebnih enotah GUR.

### Rusko-ukrajinska vojna
Leta 2014 je sodeloval v vojni v Donbasu, kjer je bil večkrat ranjen in naj bi sodeloval v številnih tajnih vojaških operacijah. Leta 2024 je  The New York Times poročal, da je bil Budanov član elitne enote 2245 GUR, ki jo je usposabljala CIA. Budanov je pridobil sloves s sodelovanjem v drznih operacijah za sovražnikovimi črtami. Leta 2016 naj bi vodil amfibijsko operacijo posebnih enot na okupirani Krim katere namen je bila namestitev eksploziva na rusko letališče. Budanova enota je padla v zasedo ruske posebne enote v kateri so uspeli ubiti več ruskih vojakov in se uspešno umakniti. The New York Times je tudi poročal, da je Budanov bil na zdravljenju v ZDA po tem, ko je v Donbasu bil ranjen.
4. aprila 2019 je Rus z dokumenti z imenom »Aleksej Lomaka« v Budanov avto nastavil eksploziv, ki je eksplodiral predčasno in le uničil avto. Napadalca in njegovo diverzantsko skupino so prijeli.
Leta 2020 je postal namestnik direktorja enega od oddelkov Zunanje obveščevalne službe Ukrajine .
5. avgusta 2020 je ukrajinski predsednik Volodimir Zelenski Budanova imenoval za vodjo Glavnega obveščevalskega direktorata ukrajinskega ministrstva za obrambo.
11. marca 2022 je postal predsednik Koordinacijskega štaba za ravnanje z vojnimi ujetniki. Septembra 2022 je Budanov sodeloval pri največji izmenjavi ujetnikov med Ukrajino in Rusijo v kateri se je vrnilo 215 ukrajinskih vojakov, vključno z več kot 100 borci in poveljniki brigade Azov.
Februarja 2023 je vodja parlamentarnega bloka Sluga narodu izjavil, da bo Oleksija Reznikova na mestu obrambnega ministra zamenjal Budanov, vendar do tega ni prišlo.
21. aprila 2023 je okrožno sodišče Lefortovo v Moskvi v Rusiji izdalo nalog za aretacijo Budanova zaradi ukrajinskega napada na Krimski most leta 2022. Budanov se je odzval z besedami: »Zadovoljen sem. To je dober pokazatelj našega dela in obljubljam, da bom delal še bolje.«
Tiskovni predstavnik GUR je leta 2023 dejal, da je bilo na Budanova izvedenih že več kot deset poskusov atentata. Novembra 2023 se je njegova žena Marjiana Budanova zastrupila z neopredeljenimi težkimi kovinami, verjetno zaradi zastrupljene hrane. Tudi več uslužbencev direktorata je imelo blage simptome zastrupitve.
Leta 2024 je Budanov od predsednika Zelenskega prejel nagrado Heroj Ukrajine.

## Vojaški čini
- Brigadni general (24. avgust 2021)[14]
- Generalmajor (3. april 2022)[15]
- Generalporočnik (7. september 2023)[2]

## Nagrade
- Vitez reda za hrabrost[4]
- Heroj Ukrajine[13]